# French ConneXion
French conneXion és una pel·lícula pornogràfica francesa, dirigida per Hervé Bodilis i estrenada en DVD el 2007. El títol està inspirat en French Connection de William Friedkin.

## Sinopsi
El despietat cap d'una banda internacional de tràfic de drogues que opera a França a través d'Ian, dit el Francès, Sacha Borovitch, es burla de la policia que el persegueix. Ell mateix drogat, impredictible i fins i tot perillós per als qui l'envolten, té una debilitat: el seu gust desmesurat pel sexe i les dones que consuma frenèticament. Aprofitant aquesta particularitat, la brigada antidroga d'en Tony intentarà infiltrar-se a la banda gràcies als talents de la seva millor agent femenina, Katsuni, i de la Yasmine, una principiant. Fent-se passar per call-girls de luxe, les dues noies, més desitjables i ardents que mai, utilitzen generosament els seus encants per distreure l'atenció del gàngster i participar en un espionatge en regla.

## Repartiment
- Katsuni
- Ian Scott
- Jane Darling
- Jessica Fiorentino
- Yasmine Lafitte
- Stacy Silver
- Julie Silver
- Lauro Giotto
- Suzie Diamond
- Tony Carrera
- Zafira
- Bob Terminator
- Kathy Anderson
- Lydia Saint Martin
- Judith Fox
- Sarah Twain
- Katalin

## Premis
- Festival Internacional de Cinema Eròtic de Barcelona 2007 : Premi Ninfa a la millor actriu per Katsuni[1][2]
- Festival Internacional de l'Erotisme de Brussel·les 2008 : Premi X al millor DVD[3]